# Mesalina guttulata
Mesalina guttulata là một loài thằn lằn trong họ Lacertidae. Loài này được Lichtenstein mô tả khoa học đầu tiên năm 1823.

## Hình ảnh

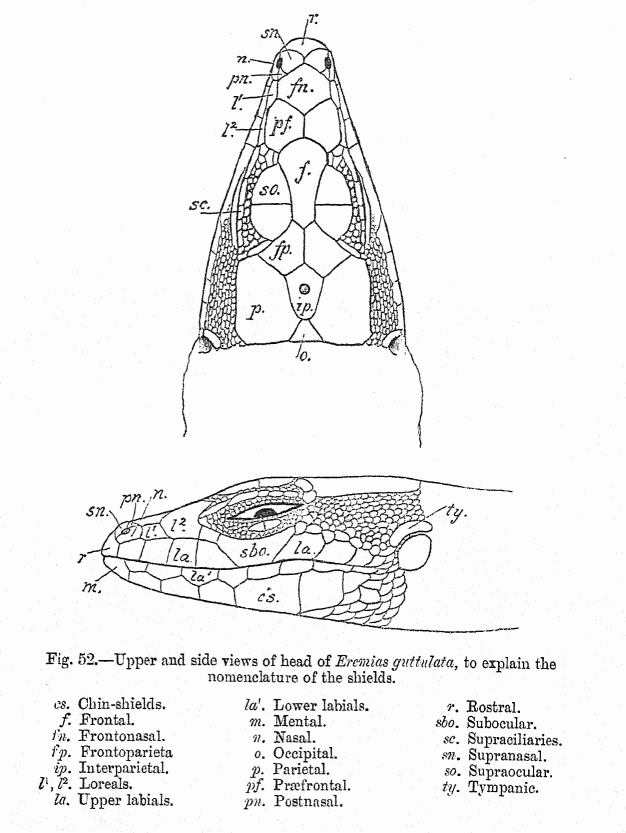